# Czuwak aktywny

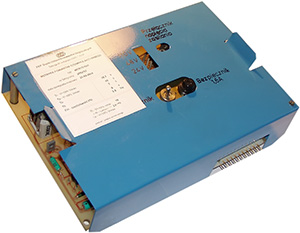
Czuwak aktywny (CA) typ MER-111501

Czuwak aktywny (CA) – elektroniczne urządzenie wchodzące w skład tzw. automatyki bezpieczeństwa pociągu (ABP), stosowanej w PKP, której zadaniem jest zapewnienie bezpieczeństwa jazdy pociągu, a tym samym podniesienie bezpieczeństwa ruchu kolejowego.
Zadaniem czuwaka aktywnego jest okresowa kontrola czujności maszynisty pojazdu trakcyjnego będącego w ruchu, a także kontrola pojazdu w przypadku, gdy stacza się z prędkością większą niż 10% Vmax (maksymalnej, dopuszczalnej prędkości konstrukcyjnej pojazdu).
Sprawdzenie czujności maszynisty odbywa się co ok. 60 sekund, gdy prędkość pojazdu trakcyjnego jest wyższa niż 10% Vmax. Brak reakcji maszynisty na sygnał świetlny (a po 3 s na sygnał dźwiękowy) uruchamia nagłe hamowanie, które następuje nie później niż 5 s od zadziałania sygnalizacji świetlnej. 
Nazwa „czuwak aktywny” wywodzi się z opisanego wyżej sposobu działania urządzenia.
Urządzenie czuwaka sprawdza czujność maszynisty niezależnie od urządzeń samoczynnego hamowania pociągu.